# گیتی امیرخسروی
گیتی امیرخسروی (زادهٔ ۱۲۷۴ خورشیدی) نوازندهٔ پیانو، تنها رئیس زن هنرستان عالی موسیقی ایران و موسیقی‌دان روس تبار بود.

## زندگی هنری
گیتی امیرخسروی با نام اصلی «کاتیا پوگینا» در سال ۱۲۷۴ شمسی متولد شد. تحصیلات خود را در زمینه موسیقی کلاسیک در روسیه به پایان برد و از شاگردان آرتور روبینشتاین بود. از سال ۱۳۲۵ به عنوان کارشناس موسیقی به استخدام وزارت فرهنگ درآمد. وی همسر سرتیپ رضاقلی امیرخسروی بود که در زمان رضاشاه سالها رئیس بانک ملی و وزیر دارایی بود.

## فعالیت‌ها
گیتی امیرخسروی از سال ۱۳۲۲ به عنوان ناظر فنی و استاد پیانو در هنرستان عالی موسیقی به تدریس پیانو پرداخت. در سال ۱۳۳۵ با کناره‌گیری بهاءالدین بامشاد از سرپرستی هنرستان عالی موسیقی، به ریاست آن هنرستان منصوب شد و تا سال ۱۳۳۸ ریاست هنرستان عالی موسیقی را بر عهده داشت.
وی در تابستان سال ۱۳۳۶ به جهت مطالعات هنری به اتریش سفر کرد و در سال ۱۳۳۸ از سوی اداره کل هنرهای زیبا به منظور انتخاب چند استاد موسیقی برای هنرستان، عازم سوئیس، اتریش و بلژیک شد.
او در سال ۱۳۳۹ برای ریاست کنسرواتوار آزاد انتخاب شد و از سال ۱۳۴۵ به عنوان مشاور فنی منصوب گشت. وی در سال ۱۳۵۰ بازنشسته شد. از او به عنوانِ یکی از نخستین پیانیست‌های زن در ایران یاد می‌شود. وی با هنرمندان بزرگی همچون یاشا هایفتز برنامه مشترک اجرا کرده‌است. از جمله شاگردان او می‌توان به مصطفی کمال پورتراب اشاره نمود.
پیکر گیتی امیرخسروی در گورستان ظهیرالدوله به خاک سپرده شده‌است.